# The Dutch House
The Dutch House ist heute ein Wohnhaus in Brookline im Bundesstaat Massachusetts der Vereinigten Staaten. Es wurde 1893 anlässlich der World’s Columbian Exposition in Chicago von der Schokoladenfabrik Van Houten errichtet und nach dem Ende der Ausstellung an seinen heutigen Standort versetzt. 1986 wurde es in das National Register of Historic Places eingetragen.

## Geschichte
Das Haus wurde 1893 in den Niederlanden und in Belgien konstruiert und in Chicago als Ausstellungsgebäude für die Produkte der Schokoladenfabrik errichtet. Es handelt sich um eine direkte Kopie des 1591 errichteten Rathauses der niederländischen Stadt Franeker, weshalb das Bauwerk heute als das beste Beispiel der niederländischen Neorenaissance in den Vereinigten Staaten gilt. Dem in Brookline lebenden Charles Brooks Appleton gefiel das Gebäude bei seinem Besuch der Weltausstellung so sehr, dass er es nach dem Ende der Ausstellung ersteigerte, abreißen und an seinem heutigen Standort wieder aufbauen ließ.
Das Gebäude ist vier Stockwerke hoch, wobei die oberen beiden Etagen bereits innerhalb des hochgezogenen Mansarddachs liegen, auf dem sich eine Kuppel und ein Glockenturm befinden. Die Fenster verfügen über insgesamt mehr als 12.000 einzelne Scheiben aus grünem Bleiglas, deren Oberfläche sich auf fast 93 m² summiert. Die aus Ziegelsteinen errichteten Außenwände wurden teilweise mit Zement bedeckt, dem ein steinartiges Aussehen gegeben wurde. Die Türen und andere Holzelemente wurden in Hindeloopen gefertigt, wobei der Haupteingang die Eingangstür des Waisenhauses in Enkhuizen zum Vorbild hat. Im ehemaligen Speisezimmer sind die Wände mit originalen, über 300 Jahre alten blauen und weißen Delfter Keramiken verziert, die Geschichten aus der Bibel zeigen.